# Куделин, Игорь Александрович
Игорь Александрович Куделин (10 августа 1972, Таганрог, РСФСР, СССР) — советский и российский баскетболист, играющий на позиции атакующего защитника.

## Карьера
- Красный Котельщик (Таганрог)
- 1991—2001 — ЦСКА (Москва)
- 2001—2002 — Локомотив (Минеральные Воды)
- 2002—2003 — УНИКС (Казань)
- 2003—2007 — Локомотив (Ростов-на-Дону)

Завершил профессиональную карьеру игрока в 2007 году.
- 2008—2009 — БК МИИТ (Москва) — Московская Баскетбольная Лига

## Достижения
- Серебряный призёр чемпионата мира 1998
- Бронзовый призёр чемпионата Европы 1997
- 9-кратный чемпион России в составе ЦСКА
- В 1996 году набрал 44 очка в матче чемпионата России против московского «Динамо»
- В феврале 2004 года набрал 47 очков в матче российской Суперлиги против тульского «Арсенала»

## Семья
Женат, дочь Анастасия. 
Женат во второй раз в 2014 году. Жена Майя, сын Илья. Развелся в 2019 году. 
В новых отношениях с 2018. Стал отцом в третий раз в 2020. Родился сын.